# Maandereng

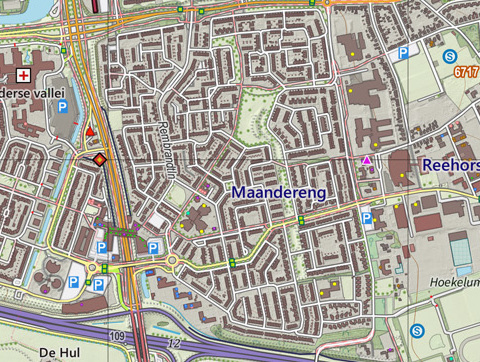
Maandereng (2014)

Maandereng is een nieuwbouwwijk in de Gelderse plaats Ede uit de jaren tachtig.
De naam Maandereng verwijst naar het gelijknamige landbouwgebied waarop de wijk is gebouwd. Maandereng wordt begrensd door de Dr. Willem Dreeslaan in het westen, de Jan Th. Tooroplaan in het noorden, de Bovenbuurtweg in het oosten en de rijksweg A12 in het zuiden.

## Buurten
Maandereng is onderverdeeld in drie buurten:
| Buurt           | Inwoners | Oppervlakte km² |
| --------------- | -------- | --------------- |
| Elskamp         | 3295     | 0,41            |
| De Hoef         | 1750     | 0,29            |
| Maandereng-Oost | 1840     | 0,22            |

De straten zijn genoemd naar schilders uit de lage landen. Hoofdverkeersaders zijn de Rembrandtlaan, Rubensstraat, Frans Halslaan en Jan Steenlaan. Een gedeelte van de nabijgelegen wijk Ede-Zuid had ook al straten met namen van schilders. Dit werd in Maandereng voortgezet.

## Voorzieningen
Een belangrijke voorziening in de wijk is het winkelcentrum Stadspoort, dat een verbinding vormt met de naastgelegen wijk Rietkampen. Hierbij is ook een klein bedrijventerrein met dezelfde naam.

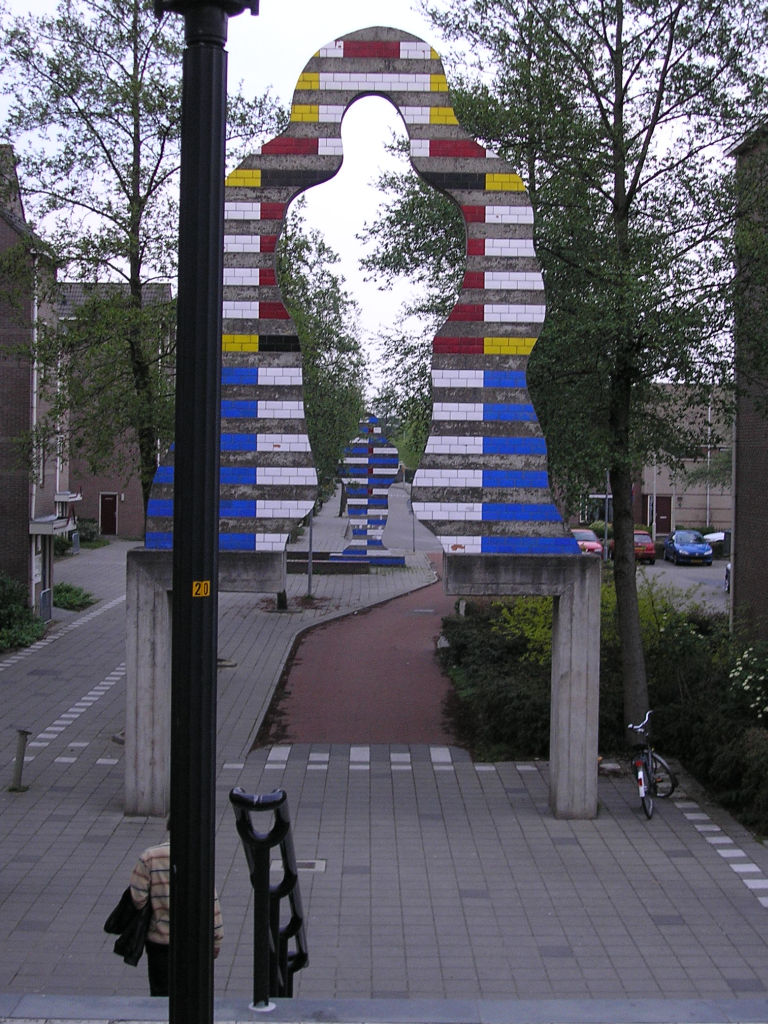
Kunstwerk van Jan Snoeck in Maandereng
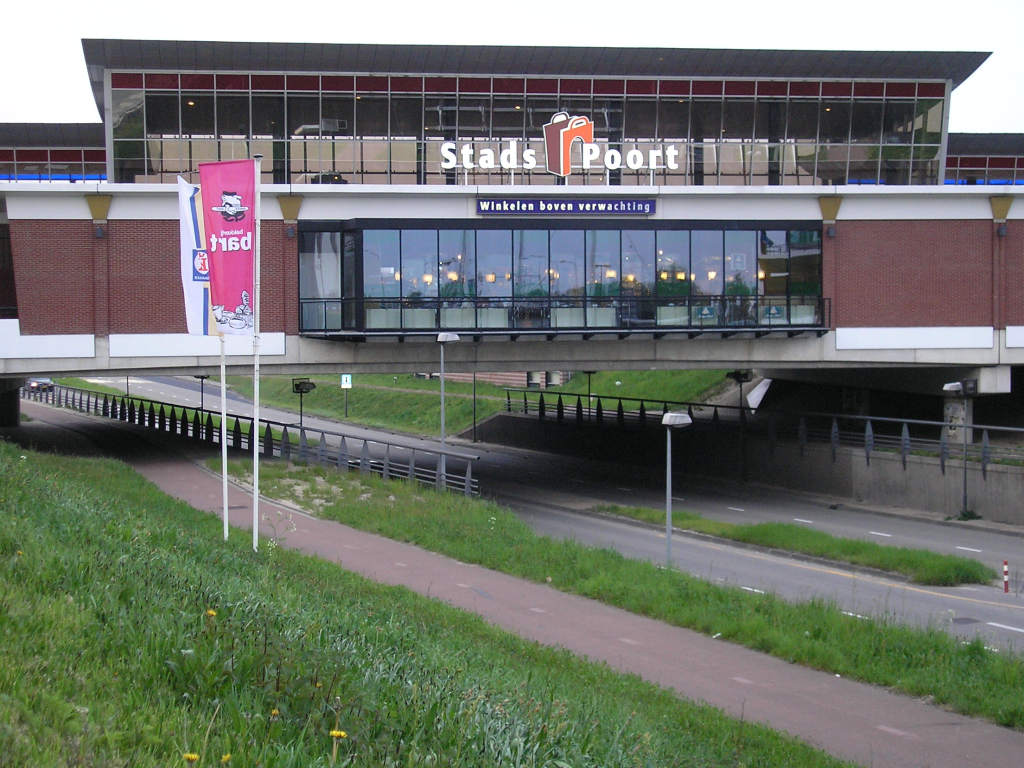
Winkelcentrum Stadspoort verbindt de wijken Maandereng en Rietkampen